# Joseph Griffin
Joseph Luna Griffin (ur. 16 sierpnia 1963 w Montrealu) – kanadyjski aktor telewizyjny i filmowy.

## Filmografia

### Filmy fabularne
- 1989: Renegaci (Renegades) jako Matt
- 1989: Cold Comfort jako Eddie
- 1992: Odmiana serca (Change of Heart) jako Pan Saturday Night Live
- 1996: Pierwszy stopień (First Degree) jako Rico Perrini
- 1997: Napaleni faceci (Men with Guns) jako Mickey Burke
- 1997: Bez strachu 2 (No Contest II) jako Reggie
- 1999: Wbrew pozorom (Striking Poses) jako Nick Angel
- 2003: Pod nadzorem (Detention) jako Phil Macer
- 2004: Łowca głów (Headhunter) jako Headhunter
- 2004: Ostateczna rozgrywka (Direct Action) jako Carter
- 2006: Hotel El Cortez (El Cortez) jako Obcy
- 2007: Obcy agent (Alien Agent) jako Agent Carter

### Filmy TV
- 1990: Osobiste (Personals) jako Julio Casona
- 1995: Młody przy sercu (Young at Heart) jako J.J.
- 1999: Milgaard jako Larry Fisher
- 2000: Piątkowa nocna randka (A Friday Night Date) jako Bo Taylor
- 2001: Powrót (Going Back) jako Red Fuentes
- 2001: Recepta dla morderstwa (Recipe for Murder) jako Vane Hawthorn
- 2006: Weteran (The Veteran) jako Red Fuente

### Seriale TV
- 1988: Nocna gorączka (Night Heat) jako Emilio Sarda
- 1988-1990: Rin Tin Tin: Kociaki i pies (Katts and Dog)
- 1990: Autostopowicz (The Hitchhiker) jako Tug
- 1991: Top Cops jako Migliaro
- 1992: Żar tropików (Sweating Bullets) jako Perryman
- 1992: Top Cops jako Arturo La Placa/Richie Pardo
- 1993: Counterstrike jako Xavier
- 1993: Agencja ochrony (Secret Service) jako Bobby
- 1993: Top Cops jako Pisano
- 1993-97: Gotowy albo nie (Ready or Not) jako Manny Ramone
- 1995: Na południe (Due South) jako McGil
- 1996: Lonesome Dove: The Outlaw Years jako Bevin
- 1997: F/X (F/X: The Series) Bobby
- 1997: Nikita (La Femme Nikita) jako Valery
- 1998: Pomalowane anioły (Painted Angels) jako Charlie Masterson
- 1998: Był sobie złodziej (Once a Thief)
- 1999: Pamięć absolutna 2070 (Total Recall 2070) jako Howard Manning
- 2007: 24 godziny (24) jako Medic